# Ідальго (округ, Техас)
Шаблон:StateAbbr_ 26°23′48″ пн. ш. 98°10′52″ зх. д. / 26.39672° пн. ш. 98.18107° зх. д.
Округ  Ідальго (англ. Hidalgo County) — округ (графство) у штаті  Техас, США. Ідентифікатор округу 48215.

## Історія
Округ утворений 1852 року.

## Демографія
За даними перепису 2000 року загальне населення округу становило 569463 осіб, зокрема міського населення було 531874, а сільського — 37589. Серед мешканців округу чоловіків було 276523, а жінок — 292940. В окрузі було 156824 домогосподарства, 132859 родин, які мешкали в 192658 будинках. Середній розмір родини становив 3,96.
Віковий розподіл населення поданий у таблиці:
| Стать    | До 15 років | 15-21 | 22-29 | 30-39 | 40-49 | 50-65 | 65-85 | Понад 85 |
| -------- | ----------- | ----- | ----- | ----- | ----- | ----- | ----- | -------- |
| Чоловіки | 86019       | 35106 | 33961 | 37653 | 30648 | 28284 | 22853 | 1999     |
| Жінки    | 83713       | 34336 | 36409 | 41027 | 34215 | 32818 | 27201 | 3221     |

## Суміжні округи
- Брукс — північ
- Кенеді — північний схід
- Вілласі — схід
- Камерон — схід
- Матаморос, Тамауліпас, Мексика — південний схід
- Gustavo Díaz Ordaz, Tamaulipas[en], Тамауліпас, Мексика — південь
- Reynosa Municipality[en], Тамауліпас, Мексика — південь
- Río Bravo Municipality[en], Тамауліпас, Мексика — південь
- Старр — захід

## Виноски
1. ↑  https://tsl.access.preservica.com/uncategorized/IO_41b0534b-cfdc-414f-8d11-b868e2644ed2/
2. ↑  U.S. Decennial Census. United States Census Bureau. Архів оригіналу за 26 квітня 2015. Процитовано 30 квітня 2015.
3. ↑  Texas Almanac: Population History of Counties from 1850–2010 (PDF). Texas Almanac. Архів оригіналу (PDF) за 26 лютого 2015. Процитовано 30 квітня 2015.
4. ↑  State & County QuickFacts. United States Census Bureau. Архів оригіналу за 25 червня 2011. Процитовано 17 грудня 2013. [Архівовано 2011-07-28 у Wayback Machine.](англ.) Наведено за англійською вікіпедією.
5. ↑  American FactFinder. Бюро перепису населення США. Архів оригіналу за 26 лютого 2012. Процитовано 31 січня 2008. [Архівовано 2008-05-21 у Wayback Machine.]

| США | Це незавершена стаття з географії США. Ви можете допомогти проєкту, виправивши або дописавши її. |